# الجينومات الفيروسية

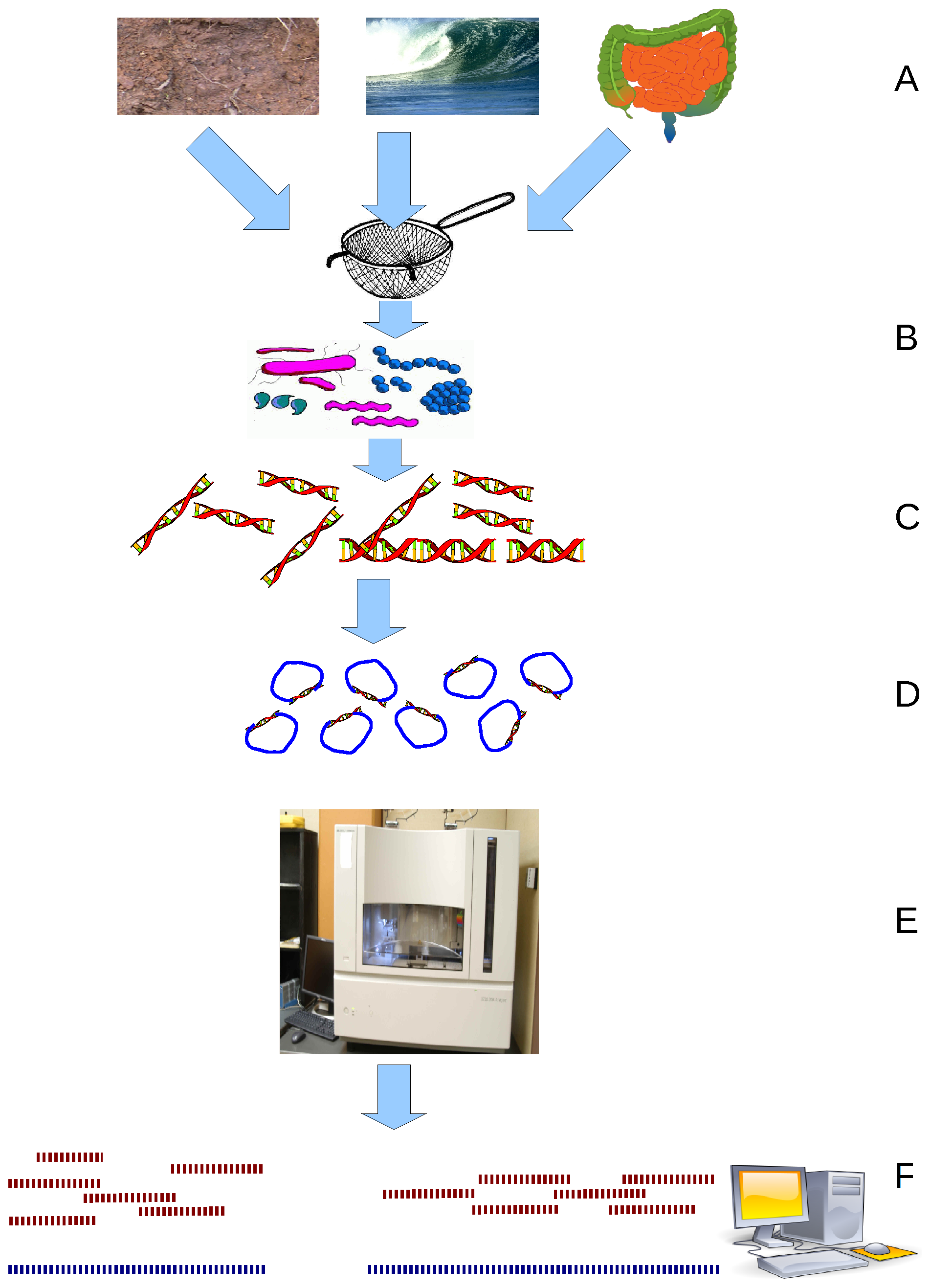

هي دراسة المواد الجينية الفيروسية التي يتم الحصول عليها مباشرة من البيئة وليس من عائل أو مستودع طبيعي. الهدف هو التحقق من التنوع الفيروسي في البيئة التي غالبا ما تكون افتقدت في الدراسات التي تستهدف مستودعات جهد معينة. ويكشف عن معلومات مهمة عن تطور الفيروس والتنوع الجيني للمجتمع الفيروسي دون الحاجة إلى عزل الانواع الفيروسية وزرعها في المختبر. مع التقنيات الجديدة المتاحة التي تستغل كان من الممكن دراسة لبعض الانظمة البيئية حتى لو كان التحليل لا يزال بعض القضايا، لا سيما   لعدم وجود علامات عالمية.تم إجراء بعض الدراسات الأولى لفيروسات الجينية حمض نووي ريبوزي منقوص الأكسجين، RNA VIRUS لم يكن لها نظير في قواعد البيانات، وفي وقت لاحق كما اجريت بعض الدراسات حول VIROME التربة مع اهتمام خاص وقد تم اكتشاف وجود نفس عدد الفيروسات والبكتيريا تقريبا وقد خلف هذا النهج تحسينات في علم الاوبئة الجزيئية وسرع اكتشاف فيروسات جديدة.
اعتراف باهمية الجينات الفيروسية اللجنة الدولية ICTV   يقر تصنيف الفيروسات بأن الجينوم المجمع من بيانات الجينات الفيروسية
يمثل فيروسات فعلية ويشجع على تصنيفها الرسمي وفق نفس الاجراءات المستخدمة للفيروسات المعزولة والتي تتميز باستخدام مناهج الفيرولوجيا الكلاسيكية، بالإضافة إلى ذلك فان نظام IMGVR 71 أكبر قاعدة بيانات تفاعلية عامة للفيروسات مع أكثر من 760000 من الفيروسوم الفيروسي وعزل الفيروسات بمثابة نقطة انطلاق لتحليل تسلسل الشظايا الفيروسية المستحثة من العينات الجينية الفيروسية. تم وصف طريقة اكتشاف الفيروس ونهج تعين العائل في IMG/VR في ورقة ناقش فيها VIROME الأرض ويتم تقديمه بالكامل كبروتوكول.